# Herman Gyllenhaal
Lars Herman Gyllenhaal till Härlingstorp, född 24 mars 1821 i Klara församling, Stockholm, död 9 september 1912 i Uppsala församling, var en svensk friherre av Gyllenhaal af Härlingstorp, godsägare och politiker. Han var son till friherren och politikern Lars Herman Gyllenhaal. Gyllenhaal erhöll titeln som friherre vid faderns död, år 1858.
Han företrädde ridderskapet och adeln vid ståndsriksdagarna 1850–1851, 1853–1854, 1856–1858 och 1865–1866. Gyllenhaal var senare ledamot av riksdagens andra kammare 1867–1869, invald i Skånings, Vilske och Valle domsagas valkrets i Skaraborgs län. Han är begravd på Uppsala gamla kyrkogård.